# Dálnice D52
Dálnice D52 (do 31. prosince 2015 rychlostní silnice R52) je částečně hotová dálnice na jižní Moravě. Začíná u Rajhradu a po 17 kilometrech končí jižně od Pohořelic. Z obou stran na ni navazuje silnice I/52, na brněnské straně ve čtyřpruhovém uspořádání. Pokračování D52 jižním směrem má vést podél trasy dnešní silnice I/52 a pak západně kolem Mikulova na hranici s Rakouskem, kde se napojí na rakouskou dálnici A5. Se zprovozněním zbývajícího úseku Pohořelice–Rakousko se počítá do roku 2028, s výjimkou estakády přes novomlýnské nádrže, která má být dokončena až roku 2031. Stavba úvodního úseku, tvořícího propojení s dálnicí D2, je plánována až následně.

## Historie
Příměstský úsek z Modřic (resp. z Brna) do Rajhradu byl jako čtyřpruhová silnice I. třídy otevřen již v roce 1977. Tehdy sloužil jako společná výpadovka z Brna směrem na Pohořelice i Břeclav (dnešní silnice II/425), než byl o rok později otevřen úsek dálnice D2 z Brna.
Stavba celé komunikace mezi Rajhradem a křižovatkou Pohořelice-jih byla zahájena v roce 1992, rychlostní silnice označená R52 byla zprovozněna roku 1996. V roce 1996 byl do této kategorie zařazen i úsek Modřice–Rajhrad, ale v roce 2011 byl tento úsek přeznačen zpět na silnici první třídy I/52.
V úseku Syrovice–Medlov je dálnice D52 postavena v trase rozestavěné dálnice Vídeň–Vratislav z doby druhé světové války. Po více než 50 letech tak bylo využito pro dopravu několika dostavěných a opuštěných mostů a dálniční těleso. V trase „Hitlerovy dálnice“ severním směrem má podle ŘSD pokračovat silnice I/73 (dříve plánovaná a označovaná jako dálnice D43), která je rovněž předmětem sporů.
K 1. lednu 2016 byla celá rychlostní silnice R52 Rajhrad–Pohořelice zařazena do kategorie dálnic a přeznačena na D52. V roce 2016 byla schválena studie Jižní tangenty (vypracovaná roku 2015) mezi křižovatkou s dálnicí D2 u Chrlic a Rajhradem, která má vytvářet počáteční úsek D52.
| Číslo úseku | Úsek                                 | Staničení (km)  | Délka     | Kategorie | Zahájení stavby | Zprovoznění    | Křižovatky                                                             |
| ----------- | ------------------------------------ | --------------- | --------- | --------- | --------------- | -------------- | ---------------------------------------------------------------------- |
|             | Brno, Jižní tangenta                 |                 | 5,315 km  | D27,5/130 | plánováno 2027  | plánováno 2031 | Chrlice II Rajhrad (exit 9)                                            |
| 5202.3      | Rajhrad – Pohořelice                 |                 | 16,540 km | R26,5/120 | 11/1992         | 12/1996        | Bratčice (exit 16) Pohořelice-sever (exit 23) Pohořelice-jih (exit 26) |
| 5204        | Pohořelice – VN Nové Mlýny           | 16,100 – 23,612 | 6,776 km  | D25,5/130 | plánováno 2027  | plánováno 2030 | Ivaň                                                                   |
| 5205        | Přechod VN Nové Mlýny                | 23,612 – 28,500 | 5,624 km  | D25,5/130 | plánováno 2029  | plánováno 2032 |                                                                        |
| 5206        | Nové Mlýny – st. hranice ČR/Rakousko | 28,500 – 39,000 | 10,715 km | D26/130   | plánováno 2026  | plánováno 2029 | Perná Mikulov-sever Mikulov-jih                                        |

## Spor o trasování dálnice
O další pokračování dálnice se vede dlouhodobý spor. Zatímco Ředitelství silnic a dálnic vytrvale prosazovalo pro stavbu dálnice v maximální míře využít přímo silnici I/52, která v úseku od Pohořelic k Mikulovu vede mimo obce a ve stopě víceméně vyhovující dálničním parametrům, oponenti navrhovali využít pro tranzit Brno–Vídeň dálnici D2 z Brna do Břeclavi a odtud postavit spojku na státní hranice. Tuto trasu přes Břeclav prosazovaly některé obce pod Pálavou a environmentalistické skupiny, neboť se obávaly poškození životního prostředí v oblasti novomlýnských nádrží a chráněné krajinné oblasti Pálava, po jejíž západní hranici silnice I/52 vede. Tyto spory v důsledku zdržovaly i rozhodnutí o stavbě obchvatu Břeclavi na silnici I/55.
Dne 23. ledna 2009 byla ve Vídni podepsána dohoda mezi Českem a Rakouskem o propojení rychlostní silnice R52 s rakouskou dálnicí A5 na trase Brno–Vídeň v úseku Mikulov–Drasenhofen (v oblasti bývalého hraničního přechodu). Stavba R52 měla být zahájena v roce 2010, ale na návrh obcí Bavory a Dolní Dunajovice a několika fyzických osob Nejvyšší správní soud zrušil v listopadu 2009 územní plán Břeclavska včetně sporné trasy R52 mezi Pohořelicemi a Vídní. Také Evropská komise kritizovala postup českých úřadů při schvalování územního plánu Břeclavska a do vyjasnění situace odmítla stavbu spolufinancovat.
V lednu 2016 Zastupitelstvo Jihomoravského kraje schválilo jednomyslně variantu R52 (nově D52) z Pohořelic. Jde o základní variantu, která kopíruje stávající silnici. Jak uvedl radní Antonín Tesařík, na této volbě se shodlo mj. Ministerstvo životního prostředí ČR i Ministerstvo dopravy ČR, neboť má minimální dopad na životní prostředí a nezasahuje do zastavěné krajiny.
Na rakouské straně byl následně, po předchozím vyčkávání ve stavu umožňujícím ještě napojení na Mikulov i Břeclav, roku 2017 otevřen úsek navazující dálnice A5 ze Schricku do Poysbrunnu, a roku 2019 pak poloviční profil dálničního obchvatu Drasenhofenu, ukončený 1,5 km před hraničním přechodem do Mikulova.

## Výjezdy
- Exit 10 Rajhrad
- Exit 17 Bratčice
- Exit 23 Pohořelice-sever
- Exit 26 Pohořelice-jih